# Équipe d'Algérie de football en 1998
L'équipe d'Algérie de football participe lors de cette année à la Coupe d'Afrique des nations 1998 organisée au Burkina Faso et aux Qualifications pour la Coupe d'Afrique des nations 2000. L'équipe d'Algérie est entraînée par Abderhamane Mehdaoui.

## Déroulement de la saison

### Classement FIFA 1998
Le tableau ci-dessous présente les coefficients mensuels de l'équipe d'Algérie publiés par la FIFA durant l'année 1998.
| Mois | janv. | fév. | Mars | Avril | Mai | Juin | Juillet | Août | sept. | oct. | nov. | déc. |
| Rang | 59    | 59   | 59   | 58    | 57  | 57   | 63      | 64   | 56    | 69   | 61   | 71   |

### Classement de la CAF
Le tableau ci-dessous présente les coefficients mensuels de l'équipe d'Algérie dans la CAF publiés par la FIFA durant l'année 1998.
| Mois | janv. | fév. | Mars | Avril | Mai | Juin | Juillet | Août | sept. | oct. | nov. | déc. |
| Rang | 10    | 10   | 10   | 8     | 9   | 9    | 11      | 12   | 10    | 13   | 11   | 15   |

## Les Matchs
| Date            | Stade, Ville, Pays                           | Adversaire   | Score | Comp | Buteurs algériens                        |
| 8 février 1998  | Stade municipal Ouagadougou, Burkina Faso    | Guinée       | 0 - 1 | CAN  |                                          |
| 11 février 1998 | Stade municipal Ouagadougou, Burkina Faso    | Burkina Faso | 1 - 2 | CAN  | Saïb 80e (pen.)                          |
| 15 février 1998 | Stade municipal Ouagadougou, Burkina Faso    | Cameroun     | 1 - 2 | CAN  | Dziri 40e                                |
| 5 juin 1998     | Stade national Vassil Levski Sofia, Bulgarie | Bulgarie     | 0 - 2 | A    |                                          |
| 31 juillet 1998 | Stade du 11 Juin Tripoli, Libye              | Libye        | 1 - 3 | QCAN | Tasfaout 56e 75e, Adjali 82e             |
| 14 août 1998    | Stade du 5 juillet 1962 Alger, Algérie       | Libye        | 3 - 0 | QCAN | Adjali 9e, Boukessassa 57e, Tasfaout 65e |
| 2 octobre 1998  | Stade Nakivubo Kampala, Ouganda              | Ouganda      | 2 - 1 | QCAN | Dziri 71e                                |
| 4 novembre 1998 | Stade national Vassil Levski Sofia, Bulgarie | Bulgarie     | 0 - 0 | A    |                                          |

## Coupe d'Afrique des nations de football 1998
La Coupe d'Afrique des nations de football 1998 démarre le 7 février 1998 au Burkina Faso.

### 1ertour

#### Groupe A
| 8 février 1998 | Algérie | 0 – 1 | Guinée     | Stade Municipal, Ouagadougou                  |                                               |
| 20:30          |         |       | 19e Oularé | Spectateurs : 3 000 Arbitrage : Lim Kee Chong | Spectateurs : 3 000 Arbitrage : Lim Kee Chong |

| 11 février 1998 | Burkina Faso                         | 2 – 1 | Algérie         | Stade du 4-Août, Ouagadougou                              |                                                           |
| 20:00           | K. Ouédraogo 65e (pen.) · Traoré 77e |       | 82e (pen.) Saïb | Spectateurs : 35 000 Arbitrage : Pierre Alain Mounguengui | Spectateurs : 35 000 Arbitrage : Pierre Alain Mounguengui |

| 15 février 1998 | Cameroun             | 2 – 1 | Algérie   | Stade Municipal, Ouagadougou                |                                             |
| 16:00           | Job 47e · Tchami 65e |       | 40e Dziri | Spectateurs : 1 000 Arbitrage : Kine Tibebu | Spectateurs : 1 000 Arbitrage : Kine Tibebu |

| Place | Club         | Pts | J | V | N | D | Buts + | Buts - | Diff. |
| 1er   | Cameroun     | 7   | 3 | 2 | 1 | 0 | 5      | 3      | +2    |
| 2e    | Burkina Faso | 6   | 3 | 2 | 0 | 1 | 3      | 2      | +1    |
| 3e    | Guinée       | 4   | 3 | 1 | 1 | 1 | 3      | 3      | 0     |
| 4e    | Algérie      | 0   | 3 | 0 | 0 | 3 | 2      | 5      | -3    |

Légende: A : Match amical  / CAN : Coupe d'Afrique des nations de football 1998 / QCAN : Qualifications à la Coupe d'Afrique des nations de football 2000

### Bilan
| Rang | Équipe  | Pts | J | G | N | P | Bp | Bc | Diff |
| ---- | ------- | --- | - | - | - | - | -- | -- | ---- |
| #    | Algérie | 7   | 8 | 2 | 1 | 5 | 8  | 9  | -1   |

## Qualifications à la Coupe d'Afrique 2000
| Entraîneur : |
| Hachani      |

| Entraîneur :   |
| Marcel Pigulea |

| Entraîneur : |
| Hachani      |

| Entraîneur :   |
| Marcel Pigulea |

| Entraîneur :   |
| Marcel Pigulea |

| Entraîneur : |
| Hachani      |

| Entraîneur :   |
| Marcel Pigulea |

| Entraîneur : |
| Hachani      |

| Entraîneur :  |
| Asuman Lubowa |

| Entraîneur :  |
| Meziane Ighil |

| Entraîneur :  |
| Asuman Lubowa |

| Entraîneur :  |
| Meziane Ighil |

## Match disputé
| Entraîneur : |
| Hristo Bonev |

| Entraîneur :  |
| Meziane Ighil |

| Entraîneur : |
| Hristo Bonev |

| Entraîneur :  |
| Meziane Ighil |

| Entraîneur :     |
| Dimitar Dimitrov |

| Entraîneur :  |
| Meziane Ighil |

| Entraîneur :     |
| Dimitar Dimitrov |

| Entraîneur :  |
| Meziane Ighil |

## Effectif
| N° | Pos | Nom                   | Date de naissance | Sélections | Buts | Club              |
| -- | --- | --------------------- | ----------------- | ---------- | ---- | ----------------- |
| 16 | GB  | Omar Hamened          | 7 février 1969    | 0          | 0    | MC Alger          |
| 1  | GB  | Abdesslam Benabdellah | 12 janvier 1964   | 0          | 0    | Wydad Casablanca  |
| 22 | GB  | Sid Ahmed Mahrez      | 15 décembre 1970  | 0          | 0    | JS Kabylie        |
|    |     |                       |                   |            |      |                   |
| 12 | DF  | Abdellatif Osmane     |                   | 0          | 0    | MC Oran           |
| 3  | DF  | Abdelazziz Benhamlat  | 22 mars 1974      | 0          | 0    | JS Kabylie        |
| 19 | DF  | Tarek Ghoul           | 6 janvier 1975    | 0          | 0    | USM Alger         |
| 2  | DF  | Fayçal Hamdani        | 13 juillet 1970   | 0          | 0    | USM Alger         |
| 14 | DF  | Kamel Habri           | 5 mars 1976       | 0          | 0    | WA Tlemcen        |
| 4  | DF  | Mahieddine Meftah     | 25 septembre 1968 | 0          | 0    | USM Alger         |
| 15 | DF  | Ali Dahleb            | 25 août 1969      | 0          | 0    | WA Tlemcen        |
| 5  | DF  | Mounir Zeghdoud       | 18 novembre 1970  | 0          | 0    | USM Alger         |
|    |     |                       |                   |            |      |                   |
| 18 | ML  | Billal Zouani         | 11 décembre 1969  | 0          | 0    | USM Blida         |
| 6  | ML  | Billel Dziri          | 21 janvier 1972   | 0          | 0    | USM Alger         |
| 20 | ML  | Salem Harchèche       | 24 juillet 1972   |            |      | FC Martigues      |
| 8  | ML  | Moussa Saïb           | 6 mars 1969       | 0          | 0    | Tottenham Hotspur |
| 13 | ML  | Cheïkh Benzerga       | 18 novembre 1972  | 0          | 0    | MC Oran           |
| 9  | ML  | Ishak Ali Moussa      | 27 décembre 1970  | 0          | 0    | CR Belcourt       |
|    |     |                       |                   |            |      |                   |
| 11 | AT  | Kamel Kaci-Saïd       | 13 décembre 1967  | 0          | 0    | AS Cannes         |
| 7  | AT  | Lakhdar Adjali        | 18 juillet 1972   | 0          | 0    | FC Martigues      |
| 17 | AT  | Sid-Ahmed Benamara    | 9 juillet 1973    | 0          | 0    | MC Oran           |
| 21 | AT  | Kheireddine Kherris   | 8 mai 1973        | 0          | 0    | WA Tlemcen        |
| 10 | ML  | Abdelhafid Tasfaout   | 11 février 1969   | 0          | 0    | En Avant Guingamp |